# Vista Alegre (Río Grande del Sur)
Vista Alegre es un municipio brasileño del estado de Rio Grande do Sul.
Se encuentra ubicado a una latitud de 27º22'01" Sur y una longitud de 53º29'25" Oeste, estando a una altitud de 546 metros sobre el nivel del mar. Su población estimada para el año 2004 era de 2.918 habitantes.
Ocupa una superficie de 76,742 km².
- Datos: Q1774451
- Multimedia: Vista Alegre / Q1774451